# 真心を込めて招待します
『真心を込めて招待します』（まごころをこめてしょうたいします、You're Cordially Invited）は、ニコラス・ストーラー脚本・監督、Amazon MGMスタジオによる2025年公開のアメリカ合衆国のロマンティック・コメディ映画。
2025年1月30日にAmazonプライムビデオで全世界同時公開された。

## キャスト
※括弧内は日本語吹替。
- ジム・コールドウェル - ウィル・フェレル（黒澤剛史）
- マーゴ・バックリー - リース・ウィザースプーン（園崎未恵）
- ジェニー・コールドウェル - ジェラルディン・ヴィスワナサン（内藤有海）
- ネーヴ・バックリー - メレディス・ハグナー（櫻庭有紗）
- ディクソン - ジミー・タトロ（濱野大輝）
- オリバー - ストーニー・ブライデン
- グウィネス - リアン・モーガン（五十嵐麗）
- コルトン・バックリー - ローリー・スコーヴェル（上田燿司）
- ヘザー - キーラ・モンテロッソ・メヒア
- ケリー - ラモーナ・ヤング
- レスリー - ジャック・マクブレイヤー
- スカーレット - マーサ・B・ナイトン（沢田敏子）
- バリー船長 - フォーチュン・フェイムスター
- フローラ - セリア・ウェストン（小宮和枝）
- ボビー・モイニハン - 本人
- マスクド・ダンサーの司会者 - ワイアット・ラッセル
- デイビー - ヴィニー・トーマス
- ペイトン・マニング - 本人
- アビゲイル - ローレン・ホルト
- ジェリー牧師 - ウェズリー・マン
- ルター牧師 - ニック・ジョナス
- 日本語吹替版その他出演：胡麻鶴彩、越後屋コースケ、星祐樹、井上雄貴、反町有里、岩中睦樹、三日尻望、由野ロビン、大槻丈一郎、島田愛野、相馬康一、多田啓太、泊明日菜

- 日本語吹替版制作スタッフ 演出：安江誠、翻訳：村上美智子、制作：グロービジョン

## 制作
2022年6月、ウィル・フェレルとリース・ウィザースプーンが本作に参加することが明らかになった。2023年5月、アトランタで主要撮影が開始された。 